# Asem (Lemahabang)
Asem is een bestuurslaag in het regentschap Cirebon van de provincie West-Java, Indonesië. Asem telt 2377 inwoners (volkstelling 2010).